# Pontos extremos do Peru

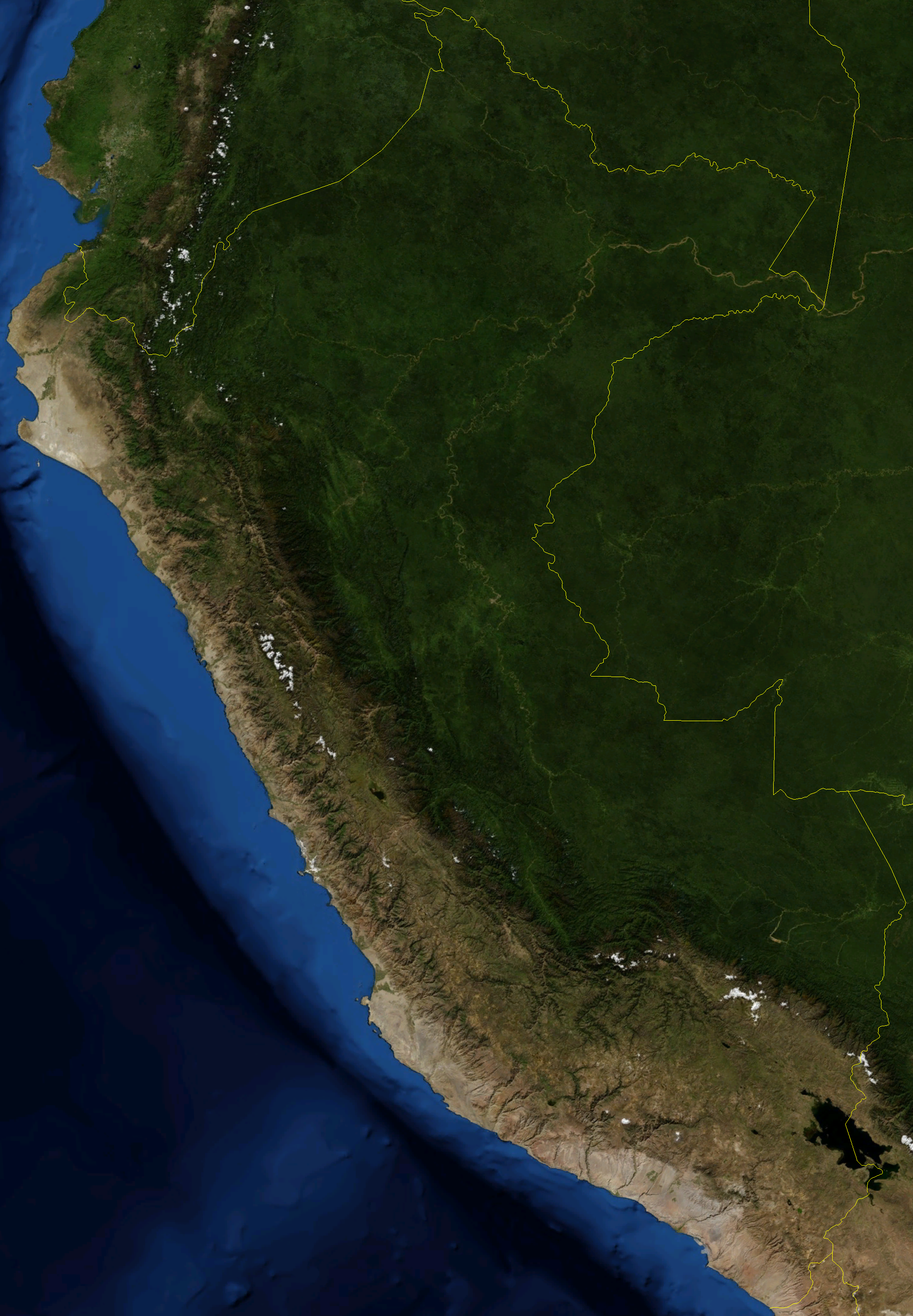
Mapa do Peru

Esta é a lista dos Pontos extremos do Peru, onde estão estão as localidades mais ao norte, sul, leste e oeste, bem como os extremos altimétricos.

## Latitude e longitude
- Ponto mais setentrional: Rio Içá, perto de Güepí (0° 01′ 48″ S, 75° 10′ 29″ O) em Distrito de Putumayo, Província de Maynas, Região de Loreto
- Ponto mais meridional: Punto de la Concordia, na margem do Oceano Pacífico (18° 20′ 51″ S, 70° 22′ 32″ O) em Distrito de Tacna, Província de Tacna, Região de Tacna
- Ponto mais ocidental: Punta Pariñas (4° 40′ 45″ S, 81° 19′ 35″ O) em Distrito de La Brea, Província de Talara, Região de Piura
- Ponto mais oriental: boca do Rio Heath (12° 30′ 11″ S, 68° 39′ 27″ O) em Distrito de Tambopata, Província de Tambopata, Região de Madre de Dios

## Altitude
- Ponto mais alto: Huascarán, 6.768 m (9° 07′ 17″ S, 77° 36′ 32″ O)
- Ponto mais baixo: Depressão de Bayovar, -34 m